# Panspoeus guttatus
Panspoeus guttatus là một loài bọ cánh cứng trong họ Elateridae. Loài này được Sharp miêu tả khoa học năm 1877.